# ラタトゥイユ

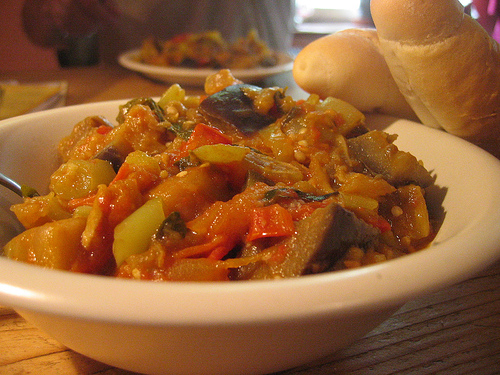
深皿に盛り付けたラタトゥイユ

ラタトゥイユ、ラタトゥユ、ラタトゥーユ（仏: ratatouille; オック語: ratatolha）とは、フランス南部プロヴァンス地方、ニースの郷土料理で夏野菜の煮込みである。

## 概要
玉ねぎ、ナス、パプリカ、ズッキーニといった夏野菜をにんにくとオリーブ油で炒め、トマトを加えて、ローリエ、オレガノ、バジル、タイムなどの香草とワインで煮て作る。
うまみを出すためにセロリ、唐辛子を用いる工夫がある。そのまま食べるか、パンと共に食べる。パスタソースにすることもある。
ラタトゥイユの語源は「touiller」（かき混ぜる）「rata」（軍隊スラングでごった煮）で、1778年に最初に書籍に登場したといわれる。元々軍隊や刑務所で出される料理であったため、日本語におけるいわゆる「臭い飯」と同意語として使われることがあり、「まずい料理」あるいは「粗末な料理」の代名詞としてフランス人の口に上ることもあるが、新鮮な野菜で作られたものは「ニース名物」の名に恥じない。